# Truncatoflabellum phoenix
Truncatoflabellum phoenix är en korallart som beskrevs av Stephen D. Cairns 1995. Truncatoflabellum phoenix ingår i släktet Truncatoflabellum och familjen Flabellidae. Inga underarter finns listade i Catalogue of Life.